# John Kenneth Stille
John Kenneth Stille (* 8. Mai 1930 in Tucson; † 19. Juli 1989 in Sioux City, Iowa) war ein US-amerikanischer Chemiker, der sich mit synthetischer organischer Chemie von Polymeren befasste.

## Leben
Stille studierte an der University of Arizona bis zum Master-Abschluss, diente in der US-Navy im Koreakrieg und wurde danach bei Carl Marvel an der University of Illinois promoviert. Ab 1957 war er an der University of Iowa und ab 1977 Professor an der Colorado State University. Dort entwickelte er mit seinem Post-Doktoranden David Milstein die Stille-Kupplung. Sie ist eines der Paradebeispiele für Palladium-katalysierte Kreuzkupplungen in der organischen Chemie, wofür Akira Suzuki, Richard F. Heck und Ei-ichi Negishi 2010 mit dem Chemienobelpreis ausgezeichnet wurden.
1982 erhielt Stille den ACS Award in Polymer Chemistry.
Er starb 1989 als Passagier bei der Notlandung von United-Airlines-Flug 232 in Sioux City.
Seit 1958 war Stille verheiratet und hatte zwei Kinder.